# Scorpiodoras liophysus
Scorpiodoras liophysus är en fiskart som beskrevs av Sousa och José L. O. Birindelli 2011. Scorpiodoras liophysus ingår i släktet Scorpiodoras och familjen Doradidae. Inga underarter finns listade i Catalogue of Life.